# Muzeum Jindřichohradecka
Muzeum Jindřichohradecka je muzeum v Jihočeském kraji, které se nachází v Jindřichově Hradci v budově bývalého jezuitského semináře na Balbínově náměstí, a patří k němu i další objekty:
- městská vyhlídková věž u farního kostela Nanebevzetí Panny Marie,
- kostel sv. Jana Křtitele a k němu přiléhající budova bývalého minoritského kláštera (č.p. 124 – pracovna, depozitáře, expozice).

## Historie
V roce 1882 bylo v Jindřichově Hradci založeno historicko-archeologické muzeum. V roce 1901 do něj byly převzaty veškeré starožitné památky jindřichohradeckých ostrostřelců – vznikl tak jeden z nejcennějších fondů dnešní sbírky muzea.
V roce 1927 se muzeum přestěhovalo do objektu bývalého jezuitského semináře v Jindřichově Hradci, kde se nachází hlavní část muzejních expozic dodnes. Další vědecky významný fond sbírky muzea, soubor předmětů z pozůstalosti Emy Destinnové, se podařilo získat nákupem v roce 1934. Návštěvnicky nejatraktivnějším sbírkovým předměte muzea jsou Krýzovy jesličky, které muzeum získalo jako dar v roce 1935.
V roce 1951 přešlo muzeum do státního vlastnictví. V roce 1966 ho navštívil milióntý návštěvník.
V roce 1972 došlo k rozšíření muzea převzetím gotického kostela sv. Jana Křtitele, v roce 1986 se uskutečnilo i převzetí ke kostelu přiléhajícího bývalého minoritského kláštera.
V roce 2003 přešlo muzeum do vlastnictví Jihočeského kraje.

## Současnost muzea

### Expozice
Krýzovy jesličky

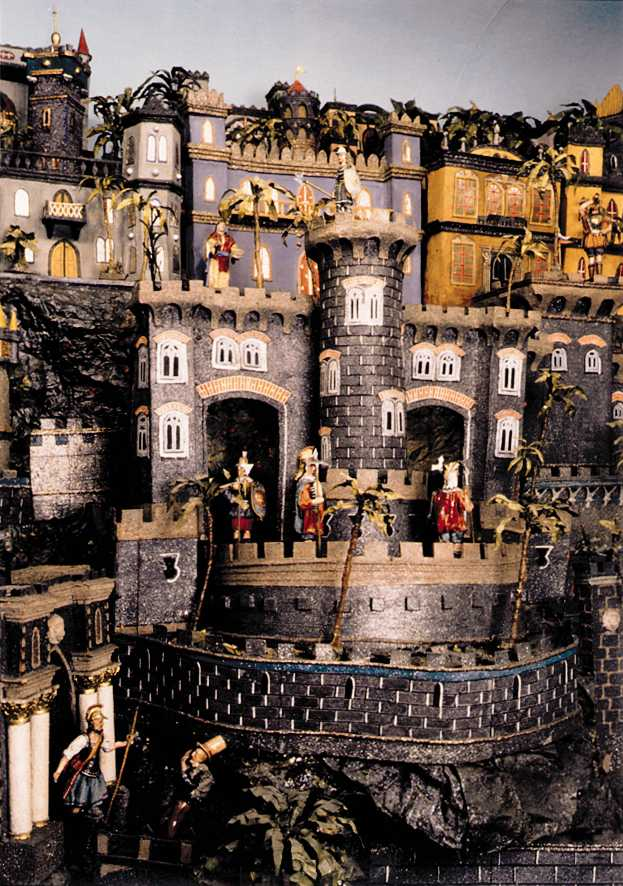
Hrad

– Krýzovy jesličky jsou největší lidový mechanický betlém na světě, zapsaný v Guinnessově knize rekordů.
Síň Emy Destinnové

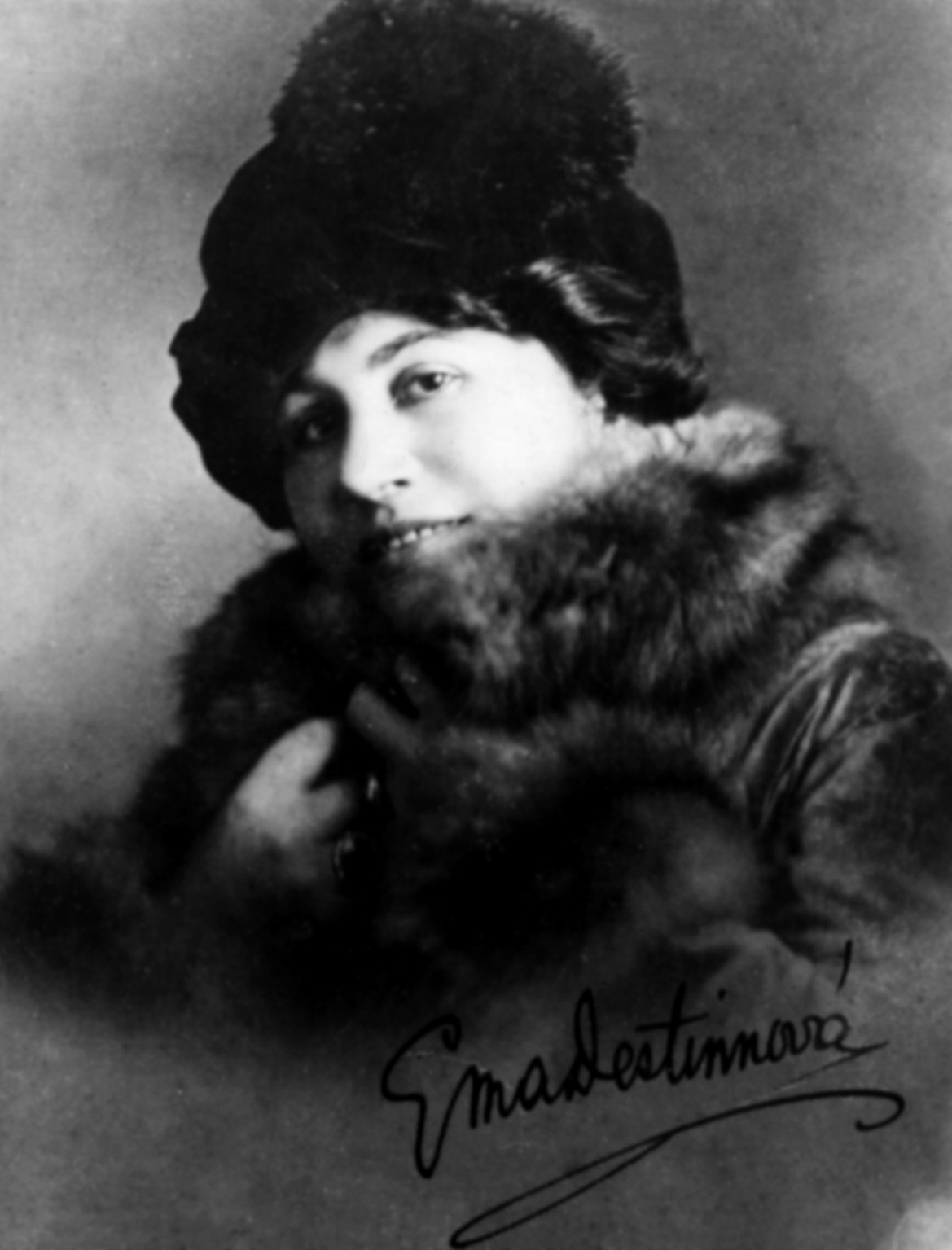
Ema Destinnová

– expozice představuje umělecký odkaz a životní osudy slavné české pěvkyně. Skládá se z hudebního a loveckého salonu, kde jsou vystaveny předměty pocházející z jejího zámku ve Stráži nad Nežárkou, včetně nábytku, hudebních nástrojů a porcelánu. Expozici doplňují drobné, každoročně obměňované výstavky, pravidelně se zde konají koncerty, přednášky a besedy Klubu Emy Destinnové.
Obrazová galerie– expozice představuje obrazy a kresby od renesance až po moderní umění, místy doplněné sochařskými pracemi. Kromě známých místních malířů jsou zde práce významných českých umělců. Expozice představuje základní tendence umění v průběhu staletí.
Měšťanská a lidová kultura v polovině 19. století – expozice měšťanské kultury představuje životní prostředí movitého jindřichohradeckého měšťana v polovině 19. století. Expozice lidové kultury představuje náznak blatské vesnické sednice ze stejného období. V expozicích je prezentován nábytek, různé drobnosti, ale také měšťanský oděv, oděvní doplňky i bohatě vyšívaný blatský kroj.
Knižní kultura – zde jsou představeny literární památky se vztahem k J. Hradci. Nejstarší je zlomek staročeské Alexandreidy z konce první čtvrtiny 14. století, používané na dvoře pánů z Hradce. Další část expozice je věnována působení jezuitského řádu a přináší i ukázky děl Bohuslava Balbína, který zde působil. Nejrozsáhlejší část zachycuje bohaté tradice jindřichohradeckého tisku, zejména produkci Landfrasovy tiskárny. V expozici se nachází nově restaurovaný unikátní rychlolis z poloviny 19. století.
Ostrostřelecké terče a zbraně – v největší místnosti z muzejních expozic je na stěnách umístěno šest desítek dřevěných terčů bývalého jindřichohradeckého spolku ostrostřelců, které jsou originální tím, že jsou na nich vymalovány různé výjevy z regionální historie, dobové aktuální události a významné osobnosti, některé jsou inspirovány i pověstmi. Kolekce malovaných terčů je doplněna terčovými palnými zbraněmi z 18. a 19. století a dalšími ukázkami střeleckých potřeb.
Klasicistní lékárna „U Panny Marie Pomocné“ – expozice vznikla z původního zařízení historické jindřichohradecké lékárny z konce 18. století pocházející z domu čp. 164/I na hlavním náměstí. Souprava klasicistního lékárenského nábytku a lékárenského nádobí z původního interiéru lékárny byla doplněna staršími exponáty z muzejních sbírek a kopiemi historických předmětů.
Cechy a řemesla – Cechovní předměty jsou důkazem faktu, že Jindřichův Hradec patřil ve středověku k největším českým městům s bohatě rozvinutým obchodem i řemesly. Truhlice, korouhve, konvice, vývěsní štíty a další výrobky různých cechů jsou toho dokladem a dokumentují zručnost tehdejších řemeslníků.
Jindřichohradecká plastika
– těžiště této expozice spočívá v kolekci gotické dřevořezby. Ve vynikajícím stavu jsou zachovány plastiky pocházející převážně z kostelů a klášterů na jindřichohradecku, zejména z kostela sv. Jana Křtitele: Madona s dítětem, sv. Apolonie, sv. Barbora, sv. Prokop, Assumpta, nebo sv. Anna Samotřetí
Galerie církevního umění – je umístěna v kapli nanebevzetí Panny Marie v objektu bývalého minoritského kláštera. Jedná se o soubor nejkvalitnějších oltářů, epitafů a skulptur z rozmezí 16. – 19. století pocházející přímo z Jindřichova Hradce. Jedná se o díla, která dokazují poměrně náročné objednavatelské prostředí v tomto městě. K nejvýznamnějším pracím patří Epitafium rodiny Thunklovy s námětem Zmrtvýchvstání Krista z konce 16. stol. a tzv. Pirchanský oltář, které nesou rysy umění typické pro protestantské prostředí.

### Přidružené subjekty
Spolek Přátelé starého Jindřichova Hradce
Spolek vznikl již v roce 1924 původně jako soukromé sdružení přátel historie a památek Jindřichova Hradce, které se o tři roky později transformovalo v nepolitickou korporaci. Podle stanov, schválených zemskou politickou správou 12. 12. 1927, je účelem spolku: „Pečovati o ochranu historických, uměleckých, národopisných a přírodních památek, podporovati všestranné památkové instituce, zvlášť Městské muzeum v Jindřichově Hradci, buditi a šířiti zájem širší veřejnosti o uvedené památky a sdružovati rodáky, přátele a bývalé studenty k utvrzení jejich vztahu k Jindřichovu Hradci“. Od samého vzniku tedy spolek úzce spolupracoval s jindřichohradeckým muzeem a plnil vlastně podobné úkoly jako tzv. muzejní spolky v jiných českých městech. Po určitém narušení vztahu obou organizací v 80. letech se po roce 1989 opět podařilo navázat na někdejší spolupráci, pracovníci muzea aktivně pracují v jeho výboru, sídlem spolku je Muzeum Jindřichohradecka.
Spolek vydává každoročně výroční zprávu, jejíž součástí je vždy příloha se zajímavým příspěvkem k regionálním dějinám. Předseda: Jiří Langer, místopředseda PhDr. Jaroslav Pikal
Klub historie letectví
Byl založen v Jindřichově Hradci v roce 1990 při Muzeu Jindřichohradecka. Zabývá se hlavně dokumentací historie 2. světové války, speciálně účastí československých letců ve vojenských operacích a leteckou bitvou nad Jindřichohradeckem z 24. srpna 1944. Klub, který úzce spolupracuje se Svazem letců v ČR, Anglii a Francii, pořádá přednášky, besedy, výstavy. Jeho členové se podíleli na vzniku dokumentárních filmů vysílaných Českou televizí (Expedice Roden, Za hroby se lvy, Kuttův Hurricane, Letecké základny RAF). Vždy v srpnu pořádají tradiční „Setkání“ válečných letců z celé ČR, na které míří i piloti z Anglie a USA. Od roku 1995 klub dokumentuje hroby a lokality spojené s čs. letci ve Francii, Belgii, Nizozemsku, Německu, Polsku, Slovensku, Maďarsku a Velké Británii. Klub má nejkomplexnější sbírku terénních dokumentů v ČR. Jeho členové uvažují o otevření vlastního muzea. Předseda: Mgr. Vladislav Burian
Klub Emy Destinnové
Dobrovolné sdružení, které bylo ustanoveno roku 1992 v síni Emy Destinnové v Muzeu Jindřichohradecka, kde má své sídlo. Od roku 1994 vydává nepravidelný členský
zpravodaj Listy Klubu Emy Destinnové, jež přináší nejen informace o činnosti Klubu, ale zejména články a dokumenty týkající se života a uměleckého odkazu naší slavné pěvkyně. Předseda: PaedDr. František Fürbach
Jihočeská pobočka Českého sdružení přátel betlémů
Dobrovolné, nezávislé a nepolitické sdružení je součástí Českého sdružení přátel betlémů. Pobočka byla založena v roce 1995 v Muzeu Jindřichohradecka, má v současné době více než tři sta členů a vydává svůj vlastní časopis „Betlémy a betlémáři“. Cílem regionální pobočky je rozvíjet betlémářské tradice v jižních Čechách, napomáhat pořádání výstav betlémů, zachraňovat a dokumentovat cenné betlémy, propagovat jihočeské betlémy, organizovat zájmové zájezdy, pořádat vědecké konference, přednášky, besedy, semináře aj. Od roku 1995 pobočka vydává nepravidelně vlastní zpravodaj s názvem Betlémská hvězda. 